# Клемансан
Клемансан (фр. Clamensane) насеље је и општина у Француској у региону Прованса-Алпи-Азурна обала, у департману Горњопровансалски Алпи која припада префектури Форсалкје.
По подацима из 2011. године у општини је живело 178 становника, а густина насељености је износила 7,5 становника/km². Општина се простире на површини од 23,73 km². Налази се на средњој надморској висини од 700 метара (максималној 1.654 m, а минималној 630 m).

## Демографија
| 1962. | 1968. | 1975. | 1982. | 1990. | 1999. | 2011. |
| ----- | ----- | ----- | ----- | ----- | ----- | ----- |
| 122   | 125   | 106   | 110   | 115   | 131   | 178   |

График промене броја становника у току последњих година